# 54 (album)
54 è il settimo cd degli Yo Yo Mundi, pubblicato nel 2004.

## Il disco
È ispirato all'omonimo romanzo del collettivo Wu Ming ed è il frutto di una collaborazione tra la band e gli autori del libro. L'album contiene estratti del libro recitati da tre diversi attori (Marco Baliani, Giuseppe Cederna e Fabrizio Pagella), accompagnati dalla musica degli Yo Yo Mundi. Molte informazioni su questo progetto sono disponibili alla pagina "54" sul sito di Wu Ming

## Tracce
1. Tema di 54 – 2:59
2. Resteremmo qui per sempre – 4:13
3. Non c'è nessun dopoguerra – 4:33
4. Wu Ming – 2:45
5. Bao Dai – 3:05
6. Napoletania – 2:41
7. Musiche per un televisore rubato – 1:43
8. Ettore, Stella Rossa Vince – 5:37
9. Tema di 54: Angela e Robespierre – 1:23
10. Il Generale Serov era in cima – 1:06
11. KGB – 2:36
12. Lo specchio – 2:53
13. Il gioco del mondo – 2:13
14. Il sopracciglio inarcato di Cary Grant – 4:45
15. This Is a Spy Story – 2:02
16. Tarantella della deposizione spontanea – 3:22
17. Ad ogni modo il tempo – 3:37
18. Il paperotto – 3:43
19. Robespierre – 1:56
20. Niente comunismo Don Salvatore – 2:45
21. Tema di 54: i sogni di oggi, i sogni di ieri – 3:16

## Formazione

### Gruppo
- Paolo Enrico Archetti Maestri - voce, chitarra
- Andrea Cavalieri - basso, contrabbasso, voce
- Fabio Martino - fisarmonica, pianoforte, programmazioni
- Eugenio Merico - batteria
- Fabrizio Barale - chitarra

### Voci recitanti
- Giuseppe Cederna - (2-14-18)
- Marco Baliani - (5-10-12)
- Fabrizio Pagella - (8-20)
- Francesco Di Bella dei 24 Grana - (6-16)

- Tra parentesi il numero della traccia.